# María Sojob
María Dolores Arias Martínez (18 de noviembre de 1983), conocida como María Sojob, es una cineasta tsotsil, originaria de Chenalhó, Chiapas. Es reconocida por explorar en sus obras audiovisuales formas narrativas y estéticas basadas en su cosmocimiento y experiencia como mujer indígena.

## Biografía
María es originaria de Chenalhó, Chiapas. Ella prefiere ser reconocida como María Sojob, pues a través de su nombre hace una reivindicación de su linaje familiar, tal como es conocido al interior de su comunidad. Su primer acercamiento a la cámara fue después de que su padre la regalará una cámara, con la que grabó un conflicto territorial entre Chenalhó y un pueblo vecino. A partir de esto vio el potencial en lo audiovisual, por lo que decidió realizar cápsulas sobre jóvenes sobresalientes en las artes.
Su interés en los medios de comunicación inicia después de realizar su servicio social en una radio de San Cristóbal de las Casas; y posteriormente en el Sistema Chiapaneco de Radio, Televisión y Cinematografía. Aquí se dedicaba a grabar cuentos y a producir programas radiofónicos en tsotsil. Tras esta experiencia empieza a sumar imágenes, pues ve en ellas un fuerte potencial. En su trabajo se destaca el uso de su lengua materna. Pues para ella es una manera de entender y comprender el mundo de formas distintas, desde otras filosofías de vidas.
Sus documentales han sido proyectados en diferentes festivales de cine nacionales e internacionales, entre los que destacan Berlinale, Festival Internacional de Cine de Valdivia, Festival de Cine de Edimburgo y FicMayab’, y el Festival Internacional de Cine de Morelia (FICM). María Sojob ha apostado por llevar a cabo un proceso de capacitación comunitaria, con lo cual se promueve la profesionalización de pobladores de su comunidad para desarrollar otros proyectos y que sean sustentables a largo plazo.

## Formación
Es licenciada en Ciencias de la Comunicación por la Universidad Autónoma de Chiapas y maestra en Cine Documental por la Universidad de Chile.
Ha sido becaria del programa Jóvenes Creadores del FONCA y se ha desempeñado como formadora en talleres de cine documental con universitarios y colectivos. En sus conferencias suele hablar acerca de la exploración de las formas narrativas y estéticas en sus trabajos audiovisuales, mismos que han sido compartidos en El Colegio de Michoacán, la Facultad Latinoamericana de Ciencias Sociales (FLACSO) sede Ecuador, la Universidad Río Grande do Sul en Brasil, el Instituto América Latina en Alemania, en universidades de Chiapas y en otros foros relacionados con el cine y la cultura. Ha desarrollado trabajos de investigación sobre arte, oralidad, infancia y multimedia, a partir del proyecto “video cartas” con niñas y niños tsotsiles (INPI, 2018). 

## Filmografía
En 2014, como parte del proceso de titulación de la maestría, María Sojob dirige Bankilal / El hermano mayor (2014, 53 minutos). Desde entonces ha recibido varios reconocimientos, en 2015, en el Berlinale NATIVe y Edinburgh International Film Festival. En 2016 fue galardonada en el Festival de Cine y Video Indígena de Morelia, Michoacán.
En 2019 se estrenó su ópera prima, Tote / Abuelo (2020, 80 minutos), el cual fue parte de la selección de Ambulante en línea. En 2019 obtuvo el Premio La Musa, al Mejor Documental realizado por una mujer en el Festival Internacional de Cine de Morelia (FICM), fue galardonada en la categoría de Premio Ambulante a Documental, esto le permitió ser exhibido en la gira nacional de documentales 2020, así mismo tuvo el reconocimiento al mejor documental mexicano hecho por mujeres, el cual es otorgado por la Asociación de Mujeres en el Cine y la Televisión (USA). También fue parte de la Muestra de Cineastas Indígenas Mexicanas 2020. Y ha participado en el Festival Zanate 2019. En 2020 fue presentado como parte de la "Muestra de Cineastas Indígenas Mexicanas 2020".
En 2010 realizó Voces de hoy, un documental con jóvenes tsotsiles que estaban incursionando en el rock desde su propia lengua.  En 2019 participó en el primer Foro "Cineastas Indígenas mexicanas" en el 17° Festival Internacional de Cine de Morelia (FICM). En este espacio compartió escenario y experiencias junto a otras las cineastas de origen indígena como Ángeles Cruz, Luna Marán, Yolanda Cruz, Iris Villalpando, Zenaida Pérez Gutiérrez, Dolores Sántiz Gómez, entre otras. Actualmente se encuentra trabajando en la realización de un documental con mujeres lencas en Honduras. Con el estímulo para la creación audiovisual de México y Centroamérica. Este año se incorpora como ser miembro del Sistema Nacional de Creadores de Arte del FONCA.[cita requerida]